# ZSB 2000
ZSB 2000 ist ein Elektronisches Stellwerk (ESTW) der Firma Scheidt & Bachmann.
Die Technik des Stellwerks basiert auf dem Bahnübergang-Steuerungssystem BUES 2000. Der bei der BUES 2000 verwendete sichere Rechnerkern ist die Grundlage für die Leittechnik der Stellwerkstechnik ZSB 2000.
Zunächst vor allem an Strecken mit vereinfachten Betriebsverhältnissen (z. B. signalisierter Zugleitbetrieb) eingesetzt, wurde es mit der Zeit stetig weiterentwickelt und kann heute auch als ESTW-R eingesetzt werden.

## Aufbau

### Systemstruktur
Das ZSB 2000 ist modular aufgebaut. Seine verschiedenen Module sind in vier Ebenen gegliedert:
- Verschlussebene (auch Sicherungs- oder Leitebene genannt),
- Feldebene
- Außenanlagen und
- Diagnose-/Dispositionsebene

Die Verschlussebene übernimmt die Steuerung und Überwachung der Sicherungslogik. Sie besteht in der Regel aus drei doppelten Rechnermodulen, davon ein Fahrstraßenmodul und zwei Kommunikationsmodule. Das Fahrstraßenmodul enthält die Stellwerkslogik. Das Fahrstraßenmodul kommuniziert mit den Kommunikationsmodulen über einen CAN-Bus. Häufig sind die beiden Kommunikationsmodule jeweils einem Bahnhofskopf zugeordnet. Die Kommunikationsmodule verwalten und überwachen die Informationen der angeschlossenen Außenelemente (z. B. Signale, Weichen, Achszähler) und wickeln die Kommunikation mit der nächsten Betriebsstelle ab.
In der Feldebene sind die Baugruppen angeordnet, die die Steuerung und Überwachung der Außenelemente übernehmen. Hierzu zählen neben der Weichensteuer-Baugruppe und der In/Out-Baugruppe auch die CAN-Interface-Fern-Baugruppe (CIF-BG) und die Streckennetz-Baugruppe. Die einzelnen Baugruppen sind an den CAN-Bus des zugehörigen Kommunikationsmoduls angeschlossen, dem sogenannten Modulbus. In der Feldebene werden keine logischen Abhängigkeiten zwischen den einzelnen Baugruppen gebildet. Die CAN-Interface-Fern-Baugruppe ist ein Gateway, welches die Datenübertragungsrate der Innenanlage auf das niedrigere Level der Außenanlage umsetzt. Dies ist notwendig, um den CAN-Bus im Außenbereich, der sogenannte Elementbus (oder kurz Ebus) über größere Leitungslängen zu führen. An den Elementbus wiederum sind die Signale, die Achszähler und die Örtliche Bedieneinheit angeschlossen.
Die Diagnose- und Dispositionsebene besteht aus einem nicht sicheren, sogenannten Stationsrechner, der rückwirkungsfrei mit dem sicheren Rechnerkern gekoppelt ist. Der Stationsrechner liest die Anzeigeinformationen der Verschlussebene ein, leitet sie an den Bedienplatz weiter, nimmt die Befehle vom Bedienplatz entgegen, leitet diese an den sicheren Rechnerkern weiter und zeichnet alle Diagnosemeldungen auf. Die Befehle des Bedieners werden in der Verschlussebene auf Plausibilität geprüft und nur bei Zulässigkeit ausgeführt. Zudem können mithilfe des Stationsrechners weitere technische Einrichtungen wie z. B. Weichenheizung und die Bahnhofsbeleuchtung gesteuert werden. Der Stationsrechner ist in einem 19"-Baugruppenträger untergebracht und verfügt über ein integriertes Display, eine integrierte Maus und eine abgesetzte Tastatur. Damit erlaubt der Stationsrechner die (Not-)Bedienung und Anzeige des örtlichen Stellwerks und des Diagnose-Systems.

### Bedienplatz

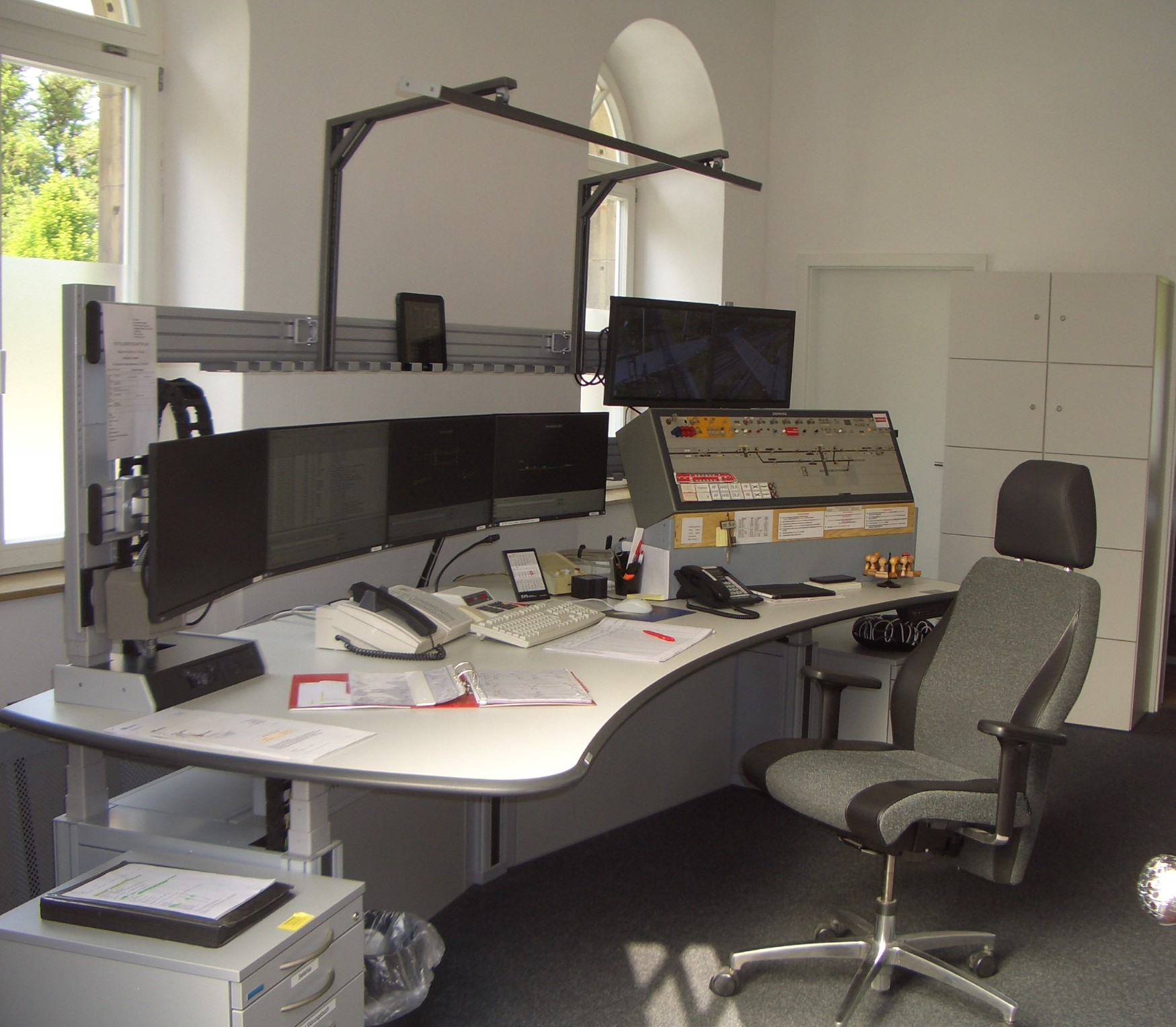
Bedienplatz im Bahnhof Niederstetten, das Gleisbildstellpult rechts gehört zu einem Dr S 2 Stellwerk

Der Bedienplatz besteht aus einem oder mehreren Standard-PCs mit Monitoren. Diese können z. B. über eine Modemverbindung mit TCP/IP-Übertragungsprotokoll vom Stellwerk entfernt aufgestellt werden, so dass die Fernsteuerung eines oder mehrerer Stellwerke möglich ist. Somit kann eine zentrale Fahrdienstleitung eingerichtet werden.
Die Bedienoberfläche erlaubt die Anzeige der Kommunikationsanzeige u. a. mit Merkspeicher, Protokoll-, Störungs- und Informationsspiegel und Zugnummernmeldeanlage, sowie die Aufschaltung von Lupenansichten und Bereichsübersichten.

### Signale

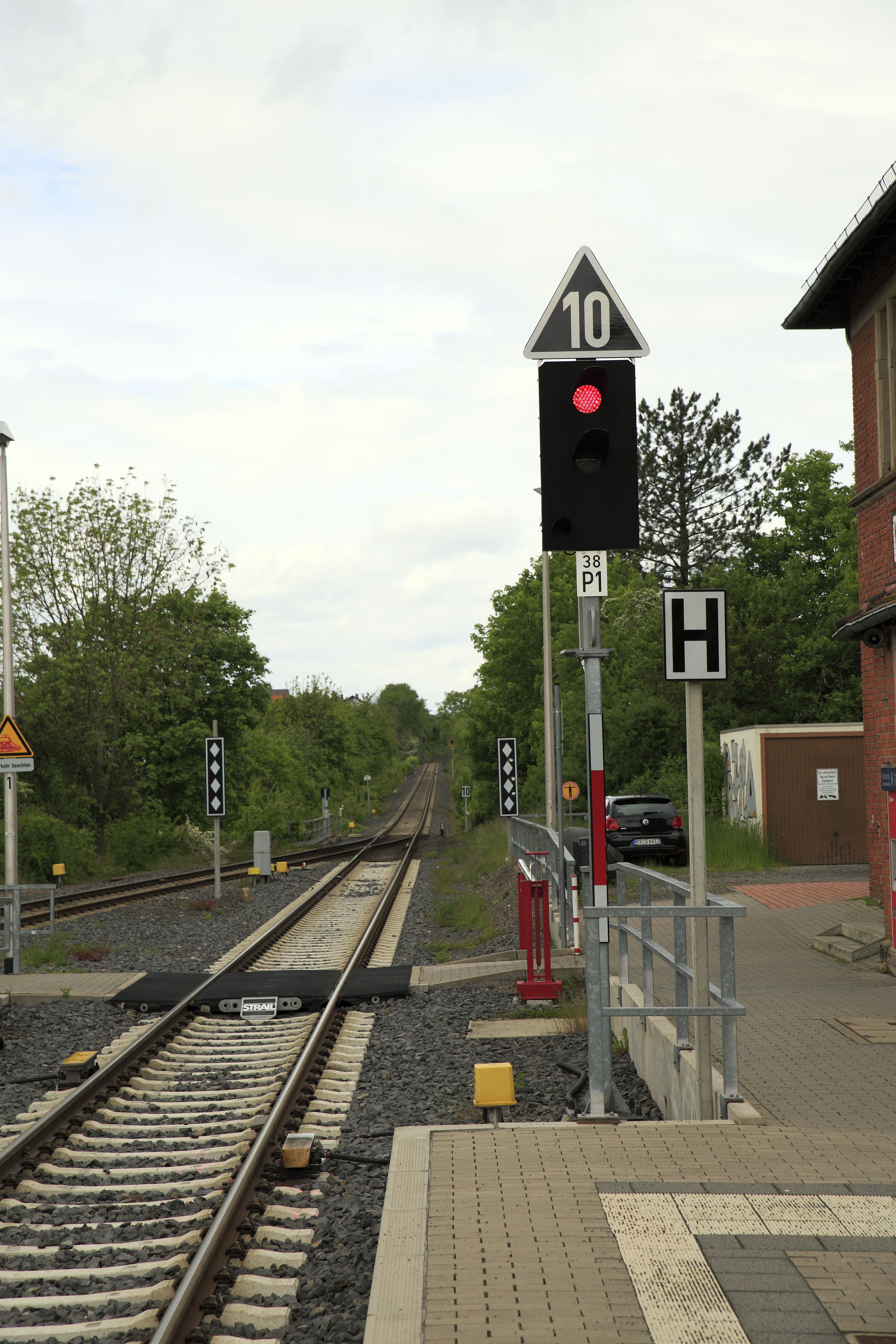
Ausfahrsignal als Kombinationssignal ausgeführt

Es kommen verschiedene Bauformen von LED-Lichtsignalsystemen zum Einsatz, je nach örtlichen Erfordernissen. In Deutschland werden beispielsweise Haupt-, Vor-, Kombinations- und Sperrsignale eingesetzt. Die Lichtsignale werden aus einzelnen Lichtpunkten mit verschiedenen Durchmessern gebildet.
Die Signale werden seriell, über verschiedene CAN-Busse angesteuert. An den Elementbus wird für jeden Hauptsignalstandort eine sogenannte Lichtsignalsteuerbaugruppe (LSS-BG, auch Signalmaster genannt) angeschlossen, die wiederum über den sogenannten Signal-CAN-Bus die einzelnen Signalteile, wie Lichtpunkte, Zugbeeinflussung, Zusatz- und Voranzeiger, ansteuert. Die Lichtsignalsteuerbaugruppe ist entweder in einem Gleisanschlussgehäuse oder in einem Signalkasten installiert. Die Lichtpunkte selbst bestehen aus Hochleistungsleuchtdioden und einer sicheren, zweikanaligen Ansteuer- und Überwachungselektronik-Baugruppe, die in einem gemeinsamen Gehäuse untergebracht sind. Dieses Gehäuse enthält auch die Linsen.
Für Zusatz- und Voranzeiger wird ein universeller LED-Matrixanzeiger verwendet, der Ziffern, Buchstaben und Symbole anzeigen kann.

### Weichen und Gleissperren
Die Weichenantriebe der elektrisch fernbedienten Weichen und Gleissperren werden mit der Vierdraht-Weichenschaltung an das ZSB 2000 angeschlossen. Im System ZSB 2000 ist auch der Einsatz von Rückfallweichen vorgesehen. Dabei werden die Rückfallweichen zur Fahrstraßenüberwachung, zur Anzeige des Weichenzustandes im Gleisbild und zu Diagnosezwecken von einem Zungenprüfer überwacht. Mechanisch ortsgestellte Weichen können über Schlüsselabhängigkeiten und in Verbindung mit Schlüsselsperren signaltechnisch sicher eingebunden werden.
Mit einem sogenannten Weichensteuermodul können bis zu vier Weichenantriebe gesteuert werden. Das Weichensteuermodul besteht aus der zweikanaligen Weichensteuer-Baugruppe, die über zwangsgeführte Signalrelais die Vierdraht-Weichenschaltung ansteuert. Die Weichensteuermodule sind über den Modulbus mit einem Kommunikationsmodul verbunden. Über den Modulbus erhalten die Weichensteuer-Baugruppen die Umstellbefehle vom Fahrstraßenmodul und die Weichensteuer-Baugruppe senden die aktuelle Weichenlage und eventuelle Diagnosemeldungen an das Fahrstraßenmodul zurück.

### Gleisfreimeldung
Für die Gleisfreimeldung werden Achszähler verwendet. Der an die Schiene angeschraubte Achssensor besteht aus zwei Kleininduktionsspulen, die aufgrund ihrer Längenausdehnung achssensibel reagieren.

### Örtliche Bedieneinheit
Die sogenannte Örtliche Bedieneinheit (ÖBE) im System ZSB 2000 ermöglicht, vor Ort Regelbedienungen des Stellwerks durchzuführen und im Störungsfall Hilfsbedienungen oder Hilfshandlungen durch das Zusammenwirken von Betriebspersonal und Zugleiter zu ermöglichen. Die ÖBE ist in einem abschließbaren Bedienkasten untergebracht und besteht aus einer vierzeiligen, alphanumerischen Anzeige und einer Telefontastatur. Sie ist über den Elementbus an das sichere System angebunden.

### Stromversorgung
Das ZSB 2000-System ist an das 400 V Drehstrom-Niederspannungsnetz des örtlichen Energieversorgungsunternehmens angeschlossen. Ein Trenntransformator trennt die Stromversorgung des ZSB 2000 galvanisch vom öffentlichen Netz. Ein Batterieladegleichrichter stellt die Grundversorgung und die Unterhaltung der Batterie sicher. Aus der Batterie kann bei einem Netzausfall die Versorgung der gesamten Leit- und Sicherungstechnik für eine Überbrückungszeit gewährleistet werden. Auch die gesamte Außenanlage des ZSB 2000 ist für eine Spannung von 60 V Gleichspannung ausgelegt.